# Палата спортова Хосе Марија Мартин Карпена
Палата спортова Хосе Марија Мартин Карпена (шп. Palacio de Deportes José María Martín Carpena) је вишенаменска дворана која се налази у Малаги (Шпанија). Дворана је отворена 1999. године и првобитно је имала капацитет од 9.743 седећих места. Године 2010. у склопу реновирања извршено је и проширење капацитета, тако да од тада може да прими 11.300 гледалаца.
Ова дворана је домаћи терен кошаркашког клуба Малага.